# Благовещение (картина Ластмана)
«Благовещение» (нидерл. Annunciatie) — картина нидерландского художника Питера Ластмана из собрания Государственного Эрмитажа.
Картина иллюстрирует один из важнейших новозаветных эпизодов — Благовещение. Каноническая версия сюжета изложена в Евангелии от Луки (1: 26—36):

Ангел, войдя к Ней, сказал: радуйся, Благодатная! Господь с Тобою; благословенна Ты между жёнами. Она же, увидев его, смутилась от слов его и размышляла, что бы это было за приветствие. И сказал Ей Ангел: не бойся, Мария, ибо Ты обрела благодать у Бога; и вот, зачнёшь во чреве, и родишь Сына, и наречёшь Ему имя: Иисус. Он будет велик и наречётся Сыном Всевышнего, и даст Ему Господь Бог престол Давида, отца Его; и будет царствовать над домом Иакова во веки, и Царству Его не будет конца.
— Лк. 1:28—33
Архангел Гавриил изображён в альбе и далматике поверх неё — традиционном одеянии диакона римско-католической церкви. Левой рукой он указывает на белого голубя, окружённого ореолом света, — так принято изображать Святой Дух. В правой руке архангел держит белую лилию — символ непорочности . Справа за спиной Девы Марии стеклянная ваза с весьма ценимыми в Нидерландах тюльпанами — символ чистоты. Раскрытая книга у её ног — Библия; корзинка с рукоделием — аллегория прилежания, одной из главнейших женских добродетелей; лежащие в корзинке гвозди и щипцы намекают на будущие Страсти Христовы. Антитезой этому выступает кошка, играющая с клубком, — олицетворение лени и похоти, а также символ первородного греха Евы.
Картина написана масляными красками на дереве и имеет размеры 59 × 39 см. В правом верхнем углу расположена подпись художника и дата (в две строки): PLastman / 1618 (PL в виде лигатуры).
Как следует из авторской подписи, картина была создана в 1618 году. Её ранняя история неизвестна. В 1864 году она была приобретена в Париже П. П. Семёновым (будущим Тян-Шанским). И. А. Соколова отмечает, что «приобретение картины знаменитого мастера, учителя Рембрандта, стало несомненной удачей начинающего коллекционера». В 1912 году всё собрание Семёнова-Тян-Шанского было выкуплено за полцены Министерством императорского двора для Эрмитажа и в 1915 году картина поступила в Эрмитаж. Выставляется в здании Нового Эрмитажа в зале 252.
Соколова указывает на влияние на Ластмана венецианской живописи, где нередко присутствуют экзотические ориенталистские мотивы, в данном случае роскошный восточный ковёр под ногами Девы Марии. Композиционно фигура Девы Марии сходна с изображением Марии Магдалины с более ранней работы Ластмана «Распятие с Марией Магдалиной» (1615 год, частная коллекция, Нью-Йорк). По мнению И. А. Соколовой, аналогичная фигура ангела встречается в нескольких других работах Ластмана, в частности на картине 1618 года «Ангел Рафаил прощается со старым Товитом и его сыном Товией» из собрания Государственного музея искусств в Копенгагене (дерево, масло; 62 × 93 см; инв. № KMS3922) .